# Zeegrasfamilie
De zeegrasfamilie (Zosteraceae) is een familie van ondergedoken zeewaterplanten. Het is een van de vier families zeegrassen. De planten zijn wijdverspreid langs de kusten van koude tot aan tropische gebieden. Deze familie wordt algemeen erkend door systemen van plantentaxonomie, en zo ook door het APG-systeem (1998) en het APG II-systeem (2003). In het Cronquist-systeem (1981) werd de familie ingedeeld in de orde Najadales.
In Nederland en België komt alleen het geslacht Zeegras (Zostera) voor met twee soorten. Een ander geslacht dat niet hier voorkomt is Phyllospadix; soms wordt ook Heterozostera erkend.